# Matthew Nowicki
Maciej „Matthew“ Nowicki (* 26. Juni 1910 in Tschita, Russisches Kaiserreich; † 31. August 1950 in der Nähe von Kairo in Ägypten) war ein polnischer Architekt, Stadtplaner, Architekturprofessor und Graphiker. Mit seinem bekanntesten Bauwerk, der Dorton Arena, dem ersten großen Gebäude in der Architekturgeschichte mit einem frei hängenden Dach, leitete er die Ära des Leichtbaus ein. Das Architekturmagazin L'Architecture d'aujourd'hui bezeichnete 1954 Nowicki als den Pionier der Architektur in der zweiten Hälfte des 20. Jahrhunderts und Frei Otto nannte ihn den „Architekt für Architekten“.
Nowicki war anfänglich ein Vertreter eines strengen Formalismus nach Le Corbusier. Schon bald ließ er die Monotonie der Kuben, das Primat des rechten Winkels und der geraden Linie hinter sich und orientierte sich immer mehr an organischen Strukturen, die den Menschen dienten und nicht umgekehrt. Am deutlichsten wird das an der Planung der neuen Hauptstadt Chandigarh im nordindischen Bundesstaat Punjab. Dort richtete Nowicki den Straßenverlauf und die Wohnbezirke an der Maserung eines Laubblatts aus (Leaf Plan). Nach Nowickis frühem Tod ersetzte Le Corbusier die natürliche und dem Gelände angepasste Wegeplanung durch ein rechteckiges Gitter, übernahm jedoch viele Details von Nowickis Entwürfen für seine brutalistische Architektur und gilt als einziger Stadtplaner von Chandigarh. Nowicki wird heute in der Fachwelt zu den wenigen Architekten gezählt, die in der Lage gewesen wären, die Monotonie der modernen Architektur zu überwinden und den Städten ein menschlicheres Aussehen zu verleihen.

## Leben
Maciej Nowicki war nach zwei tödlich verunglückten Geschwistern das einzige Kind von Zygmunt Nowicki, einem Anwalt, Adligen und prominenten Aktivisten der Bauernbewegung. Nowicki jr. verbrachte seine Kindheit in Słomniki bei Krakau und in Chicago, wo sein Vater ab 1918 als Generalkonsul tätig war. In Chicago besuchte er den Zeichenunterricht an der Schule des Art Institute of Chicago. Nach der Rückkehr seines Vaters nach Polen setzte er seine Kunstausbildung fort an Wojciech Gersons Schule der Schönen Künste in Warschau und später an Józef Mehoffers Schule für Malerei und Zeichnen in Krakau.

### Studium
Er studierte von 1928 bis 1936 Architektur an der Technischen Universität Warschau. Seine Kommilitonen und der Lehrkörper waren überwiegend Heimkehrer aus Frankreich, Russland, Deutschland und Österreich, die von dort her verschiedene Strömungen und Ansichten über Architektur repräsentierten. Er machte ein kurzes Praktikum im Büro von Le Corbusier, tendierte aber mehr in Richtung des Baustils von Auguste Perret, einem Meister des konstruktionsbetonten Eisenbetonbaus. Danach wurde er Assistent von Professor Rudolf Świerczyński, mit dem er unter anderem die staatliche Warschauer Bank Gospodarstwa Krajowego ‚Bank für Volkswirtschaft‘ (BGK) entwarf. Laut Barucki bevorzugte Świerczyński die „logische Komposition“ und das „transparente Bauen“, was er mit einer „gewissen Kühnheit“ an Ideen verband, die „weit in die Zukunft“ hineinreichten. Sein Baustil war geprägt von der Prämisse, alles wegzulassen, was nicht notwendig ist (“design by subtraction”).
In seiner Studienzeit lernte er die Kommilitonin Stanisława Sandecka kennen, die er 1938 heiratete. Mit ihr gestaltete er einige Gebäude und viele Plakate sowie Titelbilder von Zeitschriften im Stil des Art Déco. 1938 entwarf er mit Jan Boguslawski den polnischen Pavillon für die Weltausstellung in New York 1939.

### Zweiter Weltkrieg
1939 wurde er als Offizier einer Luftabwehrbatterie eingezogen. Dem Ehepaar war es danach noch möglich, kleinere Bauprojekte wie Cafés auszuführen. Während der deutschen Besatzungszeit in Polen lehrte er im Warschauer Untergrund. Er unterrichtete in illegalen Klassen einer Schule für Bauberufe, um das Bildungsverbot der Nazis jenseits der Grundfähigkeiten und des Elementarwissens zu umgehen. Außerdem lehrte er für Studierende an der Fakultät für Architektur der Technischen Universität Warschau, die von den Deutschen geschlossen wurde, und an einer privaten Frauenschule für Technisches Zeichnen für die Bauwirtschaft.
Beim Warschauer Aufstand 1944 war er ein Verbindungsoffizier der polnischen Heimatarmee und wurde von der Gestapo gesucht. Nach der Niederschlagung des Aufstands flüchteten die Nowickis zur Landesgrenze in die Hohe Tatra.

### Wiederaufbau Warschaus
Nach dem Krieg arbeitete Nowicki für einige Monate an der Planung für die Neugestaltung des zu 90 % planmäßig zerstörten Warschauer Zentrums. Nowicki erhielt für sich und seine Mitarbeiter einen offiziellen Auftrag vom Biuro Odbudowy Stolicy ‚Büro für den Wiederaufbau der Hauptstadt‘ (BOS), das etwa 2000 Architekten und Bauingenieure umfasste. Entgegen der später verfolgten Rekonstruktion von Warschau, entschied sich Nowicki für einen Neubeginn. Den Straßen- und Fußgängerverkehr wollte er auf zwei Ebenen kreuzungsfrei voneinander trennen. Die historische geschlossene Ensemble-Bebauung löste er durch Alleen, Plätze und alleinstehende Gebäude auf, die er wiederum nach Höhen gestaffelt, verschiedenen Funktionsbereichen zuordnete. Erhalten gebliebene historische Gebäude sollten darin integriert werden. Die neuen Gebäude selbst sollten durch vorgefertigte Konstruktionsteile in jeweils großen und kleinen Standardreihen vielfältig und modular miteinander kombinierbar sein. Eine bauliche Neuheit wies das zukünftige Parlamentsgebäude auf: es war ein Zylinderbau mit einem speichenförmigen, konzentrischen Hängedach.

### Vereinigte Staaten von Amerika
Im Dezember 1945 reiste er mit seiner Familie in die USA, zunächst als Kulturattaché der polnischen Botschaft und kurz darauf als Teilnehmer der Architektengruppe um Le Corbusier für das New Yorker UN-Hauptquartier (1947–1953).  Während der Planungsphase konnte Nowicki dank seiner taktvollen Mediation und mit einem Blick für das Wesentliche erfolgreich in den Diskussionen vermitteln.
Nowicki und seine Frau hatten zwar eine Aufenthalts- und Arbeitserlaubnis in den USA, doch war ihnen eine Mitgliedschaft in der Architektenkammer verwehrt. Daher mussten sie die ersten Jahre mit mehreren etablierten Architekten zusammenarbeiten. Von 1947 bis 1948 lehrte er an der School of architecture am New Yorker Pratt Institute. 1948 entschieden sich die Nowickis, in Amerika zu bleiben. Auf Empfehlung ihres Freundes Lewis Mumford wurde er im gleichen Jahr ein Mitbegründer und Vize-Dekan der School of Design am North Carolina State College in Raleigh (North Carolina). Für den Campus der Brandeis University in Massachusetts entwarf er 1949 mit Eero Saarinen mehrere Gebäude.

### Dorton Arena

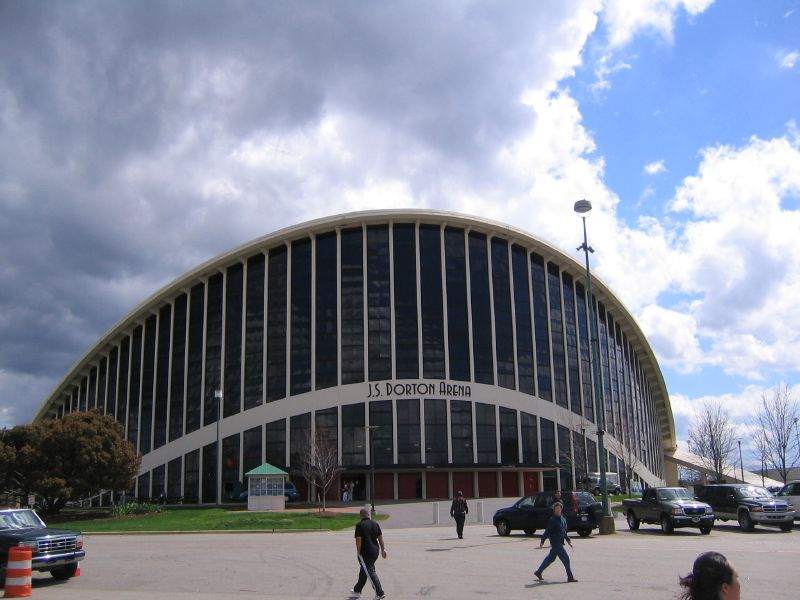
Dorton Arena in Raleigh

Ein örtlicher Auftrag für eine Messehalle sollte Nowickis bekanntestes Bauwerk werden. Mit der State Fair Arena in Raleigh, später Dorton Arena, schrieb er Architekturgeschichte und übte einen großen Einfluss auf die Architekturentwicklung aus. Der Messeleiter J.S. Dorton wollte die herbstlichen Viehauktionen nicht mehr im Freien stattfinden lassen. Damit aber diese Halle nicht fast das ganze Jahr lang leer stand, sollte es ein Mehrzweckgebäude sein und auch für andere Veranstaltungen nutzbar. Dorton wandte sich an den Dekan für Architektur der örtlichen Hochschule, Henry Kamphoefner, einem Befürworter und Förderer der architektonischen Moderne, und dieser empfahl ihm Nowicki als Architekten.
Nowicki nutzte diese Gelegenheit, um hier seine frühere Idee eines frei hängenden Daches aus Stahlseilen wie zuvor für das ungebaute Warschauer Parlamentsgebäude zu realisieren. Diesmal ging er einige Schritte weiter und schuf so ein völlig neues Baukonzept, das wegen seiner transparenten und eleganten Konstruktion weltweite Bewunderung fand. Es regte zu mehreren Nachfolgebauten und zu vielen Weiterentwicklungen an. Zwischen zwei langen Stahlbögen, die sich in acht Meter Höhe kreuzen, bildet ein Stahlnetz die Dachfläche. Zur Stabilisierung der Konstruktion sind die beiden Enden der Stahlbögen im Erdboden durch Stahlseile miteinander verbunden. Eine zusätzliche Abstützung ist daher nicht mehr erforderlich und bietet so die Möglichkeit einer vollverglasten Fassadengestaltung.
Diese als „einfach und zugleich elegant“ bezeichnete Konstruktion setzte eine Entwicklung des Leichtbaus in Gang. Die Halle wurde ein Jahr nach Nowickis Unfalltod erbaut, und seine Witwe konnte in vielen Details behilflich sein. Am 11. April 1973 wurde die Dorton Arena als nationales Geschichtsdenkmal (National Historic Monument) in das National Register of Historic Places aufgenommen. Dieser Denkmalstatus bewahrte die Dorton Arena vor schwerwiegenden Eingriffen bei den späteren Sanierungen.

### Indien
Im Februar 1950 wurde er wiederum auf Vermittlung von Lewis Mumford und von der Stadtplanerin Clarence Stein den Immobilien-Entwicklern Albert Mayer und Henley Whittlessey für ein weiteres Stadtplanungsprojekt vorgeschlagen. Nach Erlangung der Unabhängigkeit Indiens sollte im nordindischen Bundesstaat Punjab eine neue Hauptstadt vom Reißbrett aus konstruiert werden (Planstadt).
Nowicki übernahm die Initiative als auch die Leitung und entwickelte einen organischen Grundriss der Stadt nach einem Laubblatt, den sogenannten Leaf Plan. Die begrünte Hauptachse führte zum Capitol, dem Parlament mit seinen Verwaltungsgebäuden, das primär über eine Flussrampe zu erreichen war und auf einer Anhöhe liegen sollte – mit dem Panorama des Himalaya als Hintergrund. Die Nebenachsen, die bogenförmig zur Hauptstraße hinführten, unterteilten die Einwohnerbezirke, hier Superblocks genannt, obwohl die Quartiere nicht rechtwinklig waren, sondern sich entlang von Kurven erstreckten. Ab Ende Juni 1950 hielt er sich für acht Wochen vor Ort in Indien auf und ließ sich von der Umgebung inspirieren. Dort entwarf er viele Skizzen, darunter das Modell eines Stadtbezirks für einfache Parlamentsbedienstete. Als Baustoff wollte er roten Ziegelstein für die Häuser verwenden und lockerte deren Fassaden durch nach innen versetzte Eingänge und Veranden mit Sonnendächer auf. In jedem Stadtbezirk waren Gehwege und Straßen räumlich getrennt und jeweils mit Schulen, Kindergärten, Spielplätzen, Einkaufszentren usw. ausgestattet.
Mit seinen Arbeiten und seiner Persönlichkeit konnte Nowicki die indischen Behörden so sehr überzeugen, dass er gebeten wurde, als Minister für Wohnungsbau des Bundesstaats Punjab zu arbeiten. Er nahm das Angebot an, wollte zuvor jedoch seine Angelegenheiten in den USA regeln. Auf dem Rückflug von Chandigarh starb Nowicki nach einem Zwischenaufenthalt in Kairo beim Absturz von TWA Flug 903 nahe dem Wadi Natrun. Trotz der nahezu völligen Zerstörung des Flugzeugs war es den Gutachtern möglich, eine exakte Schadensanalyse vorzunehmen und darüber hinaus auch Präventivmaßnahmen zu empfehlen.
Danach wurde ausgerechnet Le Corbusier mit der Weiterführung der Stadtplanung beauftragt, von dessen funktionalistischem Baustil Nowicki sich auch schriftlich mehrfach abgewandt hatte. Le Corbusier machte tabula rasa mit dem Leaf Plan und ordnete alles einem Raster unter. (Le Corbusier: „Die gerade Linie und der rechte Winkel durchschneiden das Dickicht von Schwierigkeit und Unwissen und sind eine klare Manifestation von Macht und Willen.“) Den heimischen Baustoff Ziegelstein verwarf er zugunsten von brutalistischem Sichtbeton mit vielen Folgeproblemen, da sich das Material als nicht stabil genug gegenüber den extremen Witterungsbedingungen erwies. Schließlich wird ihm auch eine heroisierende Architektur vorgeworfen.

### Familie
Maciej Nowicki hatte mit seiner Frau Stanisława (Siasia) Sandecka zwei Söhne, Paul und Peter. Stanisława Nowicki lehrte Architektur von 1951 bis 1977 an der University of Pennsylvania.

## Schriften
- Bruce H. Schafer (Hrsg.): The writings and sketches of Matthew Nowicki. University Press of Virginia, Charlottesville 1973.
- Maciej Nowicki: On Exactitude and Flexibility. In: Student Publications of the School of Design North Carolina State College, Raleigh, N.C., Bd. 6, 1951, S. 11–18 (Online S. 58–67; PDF; 55,4 MB).